# Meta-
Meta- är ett prefix som kommer från grekiskan, med betydelsen mellan, efter eller bakom.
Framför namn på oorganiska syror och baser betyder meta en vattenfattigare förening än den normala, ortoföreningen.
En metadiskussion är en diskussion om en diskussion, eller om formerna för den. Jämför ordningsfråga.
I datasammanhang betyder meta "en underliggande definition eller beskrivning". Således är metadata en definition eller beskrivning av data – data om data.
En metatext skrivs ofta efter att något man skapat, exempelvis en novell, behandlats och i denna text beskrivs utvecklingen, såväl novellens som ens egen.